# Ferenc Németh
Ferenc Németh (Budapeste, 4 de abril de 1936) é um ex-pentatleta húngaro, bicampeão olímpico. 

## Carreira
Ferenc Németh representou seu país nos Jogos Olímpicos de 1960, na qual conquistou a medalha de ouro, no pentatlo moderno individual e por equipes. 